# Christa Prinzing
Christa Prinzing verheiratete Trost (* 1944 oder Januar 1945 in Kranzegg) ist eine ehemalige deutsche Skirennläuferin. Auch ihr älterer Bruder Gerhard Prinzing war Skirennläufer und Olympiateilnehmer 1968. Beide starteten für den Skiclub Rettenberg.

## Biografie
Prinzing war für die Olympischen Winterspiele 1964 in Innsbruck für die Abfahrt nominiert, kam aber nicht zum Einsatz.
Ihr herausragendes Ergebnis war der sechste Platz bei den Alpinen Skiweltmeisterschaften 1966 im chilenischen Portillo in der Kombination, als Neunte der Abfahrt und Zehnte der Riesenslalomwertung gelangen ihr zwei weitere Top-Ten-Platzierungen. Bei den deutschen Meisterschaften 1965 belegte sie in allen vier Disziplinen (Abfahrt, Riesenslalom, Slalom und Kombination) den zweiten Platz. Sie wirkte in Willy Bogners Dokumentation Ski-Faszination von 1966 mit, unter anderem neben Burgl Färbinger und der bei den Dreharbeiten im Oberengadin von einer Lawine verschütteten Barbi Henneberger. Prinzing beendete ihre Laufbahn 1967.